# Дрогичин-Місто
Драгичин-Горад (біл. Драгічын-Горад) — зупинний пункт Берестейського відділення Білоруської залізниці в Дорогичинському районі Берестейської області. Знаходиться в місті Дорогичин.